# Tratado internacional
Un tratado internacional es una norma jurídica de naturaleza internacional, vinculante y obligatoria para los Estados que lo suscriben, normalmente escrita por sujetos de derecho internacional y que se encuentra regido por este, que puede constar de uno o varios instrumentos jurídicos y siendo indiferente su denominación. Como acuerdo implica siempre la concurrencia mínima de dos personas jurídicas. Por ejemplo, los gobernantes de cada país se reúnen para ponerse de acuerdo con sus límites de países para no tener problemas con sus territorios.

Lo más común es que tales acuerdos se realicen entre Estados, aunque pueden celebrarse entre Estados y organizaciones internacionales. Los primeros están regulados por la Convención de Viena sobre el Derecho de los Tratados de 1969; los segundos, por la Convención de Viena sobre el Derecho de los Tratados celebrados entre Estados y Organizaciones Internacionales o entre Organizaciones Internacionales de 1986.
Los acuerdos entre empresas públicas de un Estado y Estados no son Tratados internacionales. La Corte Internacional de Justicia tuvo la oportunidad de pronunciarse acerca de esta cuestión en el caso Anglo-Iranian Oil (1952). Irán había firmado un acuerdo con la empresa Anglo-Iranian Oil para la explotación de los recursos petrolíferos. Este acuerdo tenía dos caras: era un acuerdo de concesión y al mismo tiempo tenía la naturaleza de un Tratado entre Irán y el Reino Unido. Esta tesis no fue aceptada por la Corte Internacional de Justicia porque los Tratados internacionales solo pueden tener lugar entre estados y porque los acuerdos con empresas se rigen por las normas del derecho internacional privado.
Los tratados internacionales deben realizarse por escrito aunque pueden ser verbales. En este último caso, no se regirían por la Convención de Viena de 1969.
Su denominación es indiferente pues, si se dan las condiciones anteriores, nos encontramos ante un Tratado internacional independientemente del nombre que reciba.

## Clasificación
- Por la materia objeto de estudio del Tratado: Tratados comerciales, políticos, de paz, extradición, fiscales, sociales, económicos, y sobre todo de amistad, así como culturales, humanitarios, sobre derechos humanos, o de otra índole.
- Por su función de crear obligaciones: Tratados-ley y Tratados-contrato. Los primeros establecen normas de aplicación general que jurídicamente se encuentran en un pedestal superior a las leyes internas de los países firmantes, los segundos suponen un intercambio de prestaciones entre partes contratantes. Esta distinción está bastante superada pues ambas particularidades se funden.
- Por la índole de los sujetos participantes, distinguimos: Tratados entre Estados y Organizaciones internacionales.
- Por su duración: se diferencian entre Tratados de duración determinada y Tratados de duración indeterminada.
- Por la posibilidad de hacerse parte sin haber tomado parte en su negociación: Tratados abiertos y cerrados. Estos últimos no admiten nuevos miembros, por lo que su admisión implica la celebración de un nuevo tratado.
- Por su forma de conclusión, podemos encontrar: Tratados concluidos de forma solemne y Tratados concluidos de forma simplificada que luego son enviados por el poder ejecutivo al poder legislativo para opinión y aceptación. Así entonces las naciones intercambian ideas y objetivos comunes de interés para ambos.

## Denominaciones
Cuando hablamos de partidos se alude al género, no obstante, estos instrumentos internacionales a lo largo de la historia han adoptado y siguen adoptando en la práctica diversas denominaciones particulares, sin dejar por ello de responder a su naturaleza de Tratado Internacional. Es decir, esos nombres particulares no tienen implicaciones jurídicas, ni afectan su calidad, siempre y cuando se cumplan con los requisitos generales de los Tratados.
Un tratado en particular puede denominarse: Acuerdo, Convención, Convenio, Carta (normalmente se usa para designar a los Tratados constitutivos de organizaciones internacionales), Estatuto, Compromiso, Concordato (el que regula las relaciones del Estado y la Iglesia), Pacto, Protocolo (complementario de un tratado anterior), etc.

### Convenio
Es un escrito celebrado entre Estados con un grado de formalidad menor al de un tratado. Normalmente, un convenio es acordado en aspectos Económicos y Comerciales entre los estados. Los convenios pueden estar dado entre dos Estados, denominado un Convenio Bilateral, normalmente celebrado para brindar facilidades en materias Comerciales. Pero también existe otra forma de convenio, celebrado entre más de dos Estados, el cual se denomina Multilateral, en el cual, el acuerdo tiene un carácter más normativo respecto de aspectos contemplados dentro del Derecho Internacional.
- Nota: En un Convenio por lo regular se hace la negociación de temas que afectan de manera general a los miembros de la Comunidad Internacional. Lo más común es que tales acuerdos se resuelvan con el consentimiento de ambos.

## Fases de celebración

### Negociación
Para ponerse de acuerdo en el texto a tratar un requisito indispensable es la negociación. Se considera que son Estados negociadores aquellos que participan en la elaboración y adopción del texto. En el derecho español, el inicio del Tratado corresponde al Gobierno de la Nación (ni las Cortes Generales ni las Comunidades autónomas pueden forzar un tratado, pero pueden incitar al Gobierno para que lo haga).
Para la consecución de estos fines, el ministro de Asuntos Exteriores pedirá al Consejo de Ministros la obtención de la plenipotencia (poderes absolutos). Dicho Ministro depositará esos poderes en representantes del Estado, que son quienes representarán al país en la negociación.
La fase de negociación es la más larga, puede llegar a durar incluso por un periodo de 10 años realizar un texto definitivo que satisfaga a las partes. Durante esta fase deben determinarse el objeto, fin y contenido del tratado, y también la redacción del mismo, sobre todo en los Tratados entre estados que hablen lenguas diferentes.

### Adopción del texto
Tras esta fase se pasa a la adopción del texto. Adoptar significa consentir que todos los participantes se pongan de acuerdo en su redacción definitiva. Anteriormente era necesario el voto favorable de todos los Estados negociadores. Esto sigue vigente en los Tratados bilaterales. Con la proliferación de los Tratados internacionales multilaterales se pasó al sistema de mayorías (art. 9 de la Convención de Viena de 1969). Este artículo establece la práctica general del voto favorable y unánime pero se trata de una práctica residual. Mayoritariamente se aplica su punto segundo que establece que la adopción del texto se hará por una mayoría de dos tercios de los Estados presentes y votantes a no ser que los Estados decidan para poder realizarse a cabo.
"Artículo 9. Adopción del texto. 1. La adopción del texto de un tratado se efectuará por consentimiento de todos los Estados participantes en su elaboración, salvo lo dispuesto en el párrafo 2.
2. La adopción del texto de un tratado en una conferencia internacional se efectuará por mayoría de dos tercios de los Estados presentes y votantes, a menos que esos Estados decidan por igual mayoría aplicar una regla diferente."

### Autenticación
La siguiente fase es la de autenticación. Este acuerdo queda fijado de manera solemne como el contenido definitivo auténtico e inalterable del tratado. Según el artículo 10 de la Convención de Viena de 1969 la autenticación se hará de modo previsto por la Convención o por otro acuerdo de los Estados. En general se utiliza la firma ad referéndum, la firma o la rúbrica. Esto no obliga a cumplir con el Tratado. En países como España la autenticación se produce por la firma del Rey.
"Artículo 10. Autenticación del texto. El texto de un tratado quedara establecido como auténtico y definitivo
a) mediante el procedimiento que se prescriba en él o que convengan los Estados que hayan participado en su elaboración; o
b) a falta de tal procedimiento, mediante la firma, la firma "ad referéndum" o la rúbrica puesta por los representantes de esos Estados en el texto del tratado o en el acta final de la conferencia en la que figure el texto."

### Prestación del consentimiento
La fase final es la de prestación del consentimiento. Los Estados participantes deciden en esta fase si quieren ser parte o no del Tratado. Si aceptan se someten al Tratado. Los que no aceptan no quedan obligados.
En la práctica esta prestación del consentimiento se realiza bien de forma solemne, bien de forma simplificada.

#### De forma solemne o formal
Esta vía se utiliza en los casos en los que debido a la importancia de la materia se exige solemnidad en la forma de prestación del consentimiento. Esta solemnidad se exige a través de la ratificación.
El significado de este término ha ido evolucionando. Tradicionalmente era un acto del soberano confirmando un Tratado celebrado por un mandatario o representante del soberano.
A partir del siglo XIX (constitucionalismo moderno) la ratificación se configuró como un mecanismo de control del poder legislativo sobre el poder ejecutivo. De este modo el gobierno no puede obligarse con otros Estados en relación con determinadas materias sin la autorización del legislativo.

#### De forma simplificada
Los acuerdos en forma simplificada -agreements o notas reversales- son acuerdos internacionales cuyo proceso de conclusión incluye solamente una etapa de negociación y la firma, materializándose comúnmente en varios instrumentos.

## Reservas
Según el artículo 2.1.d) de la Convención de Viena de 1969 «se entiende por reserva una declaración unilateral, cualquiera que sea su enunciado o denominación, hecha por un Estado al firmar, ratificar, aceptar o aprobar un Tratado o adherirse a él "con objeto de excluir o modificar los efectos jurídicos de ciertas disposiciones del tratado en su aplicación a ese Estado".»
Las reservas, por lo tanto, tienen únicamente sentido respecto de los Tratados multilaterales. Pues, como afirma la Comisión de Derecho internacional, «las reservas a los Tratados bilaterales no plantean problema alguno, porque equivalen a una nueva propuesta que hace que se reanuden las negociaciones entre los dos Estados [...] Si llegan a un acuerdo, aceptando o rechazando la reserva se celebrará el tratado; de lo contrario no se celebrará».
A modo de ejemplo: los Estados A, B, C y D firman un Tratado. En el momento de la prestación de su consentimiento, el Estado D hace una reserva a un artículo del tratado. La reacción de los demás Estados puede ser diferente:
A acepta la reserva, en cuyo caso se aplicará entre A y D el Tratado con el contenido según la reserva.
B hace una objeción simple a la reserva, en cuyo caso se aplicará el Tratado entre B y D, excepto la parte de la reserva.
C hace una objeción cualificada a la reserva; en este caso el Tratado no se aplicará entre C y D.

## Competencia
Tienen competencia para celebrar Tratados internacionales los representantes de los Estados con plenos poderes (art. 7 de la Convención de Viena de 1969). Sin embargo hay determinados cargos estatales que tienen facultades para celebrar todos estos actos sin que sea necesario que tenga un poder del Estado específico pues el Derecho internacional les confiere facultades en virtud de sus funciones. Estos son el Jefe de Estado, el Jefe de Gobierno y el Ministro de Asuntos Exteriores. Los Jefes de Misión Diplomática (embajadores) también tienen determinadas competencias (negociación y adopción), previa resolución autoritativa específica, lo que en la práctica resolutiva se llama extensión de plenos poderes para la firma.
Las organizaciones internacionales también tienen capacidad para celebrar Tratados internacionales, se rigen por las normas de la Convención de Viena de 1986, pero esta capacidad depende de lo establecido en sus cartas fundacionales o estatutos.
Por lo tanto un país que quiera exportar necesita la suficiente preparación y competencia para hacer un tratado.

## Depósito
La figura del depósito apareció con los Tratados multilaterales, sobre todo a partir del siglo XIX. Con anterioridad al siglo XX, tiempo en el que la mayoría de los Tratados eran bilaterales, no se hacía necesario un depositario pues, cuando se celebraba un tratado entre dos Estados, éstos intercambiaban, y lo siguen haciendo, los instrumentos adecuados para su eventual ratificación posterior.
El gobierno de turno, luego de aprobación del legislativo. De esta manera se inicia la vigencia de la aplicación del tratado bilateral.
Además para ya ser un depositario debe tener la aprobación de los estados.

## Funciones del depositario
- Custodiar el texto original del tratado, los poderes que se le hayan remitido (poderes que acreditan las facultades de las personas que han representado a los Estados) y custodiar todas las comunicaciones y notificaciones relativas al tratado.

- Recibir las firmas y demás notificaciones relativas al tratado por parte de los Estados que deseen formar parte del mismo en el futuro.

- Expedir copias certificadas del tratado.

- Controlar la regularidad de los instrumentos y notificaciones relativas al tratado, es decir, si se han realizado en la forma debida de acuerdo con la legislación de cada estado parte.

Con anterioridad al siglo XX no se exigía que los Tratados internacionales fueran publicados o registrados. Esto dio lugar a la práctica de los "Tratados secretos" que resultaron ser extremadamente perniciosos para el resto de los países pues se formaron alianzas secretas que, por ejemplo, fueron decisivas para el estallido de la Primera Guerra Mundial.
Con el fin de que situaciones como esta no se repitieran, se quiso instaurar, a través del sistema de la Sociedad de Naciones, un sistema de diplomacia abierta. En este sentido el artículo 18 del pacto de la Sociedad de Naciones estableció que los Tratados no registrados no serían obligatorios.

## Enmiendas y modificaciones
Dentro de la Convención de Viena (parte IV) se habla sobre las enmiendas y modificaciones posibles a los tratados internacionales celebrados entre Estados. Enmienda y modificación son dos conceptos distintos. Una enmienda en un tratado internacional se refiere a una clase de alteración y modificación en las disposiciones que se incluyen en el tratado, estas abiertas para cada una de las partes participantes del tratados.
Rodolfo Walss indica que una enmienda en un tratado internacional se refiere a una clase de alteración e modificación en las disposiciones que se incluyen en el tratado, estas abiertas para cada una de las partes participantes del tratados.
Según el artículo 39 de la Convención de Viena se establece la norma general para realizar enmiendas o modificaciones, la cual dicta que la enmienda/ modificación solo se podrá realizar con el consentimiento de las partes. 
Sin embargo, esto no termina siendo el punto más importante a cumplir para que una enmienda sea válida como tal, sino que lo importante es que la enmienda originalmente cuando se propone sea accesible a cada uno de los estados partes.
Hablando específicamente sobre las enmienda en los tratados, toda propuesta de enmienda debe ser notificada a todos los Estados contratantes del tratado, cada uno de ellos tiene derecho a participar en decisiones sobre medidas a adoptar con relación a la enmienda propuesta, a la negociación de la enmienda y a la celebración de cualquier acuerdo con objeto de enmendar. Asimismo, la convención de Viena establece que todo Estado que pueda ser parte de un tratado, también puede ser parte del tratado en su forma enmendada, aunque es importante recalcar que la enmienda no es obligatoria para los Estados, solo a los que están dentro del acuerdo; a Convención también establece que el Estado que llegue a ser parte del tratado enmendado ya después de la entrada en vigor, será considerado parte de este si es que no manifiesta una intención diferente sobre la parte enmendada. 
Como complemento, la enmienda en su origen tiene su efecto destinado a todas las partes participantes, pero solo se aplicará a aquellas partes que manifiesten su consentimiento a esta misma. Los estados que se manifiesten de manera contraria, quedarán sujetos a los efectos de la versión original del tratado.
Es importante que el proceso para enmendar el tratado sea el correcto para que esta tenga efectos, donde esté es él mismo para la creación de un tratado, es decir, siguiendo los cuatro puntos que son la negociación, la adopción al texto, la autenticación del texto y la manifestación del texto. Cumpliendo con estos cuatro pasos se puede llegar a celebrar de manera auténtica la enmienda que altere las disposiciones del tratado.
Pasando al tema de las modificaciones en los tratados, la Convención de Viena especifica que solo dos o más partes de un tratado podrán celebrar el acuerdo que elijan donde su objeto sea modificar el tratado, solo funciona en sus relaciones mutuas, no para todas las partes del tratado; solo se puede hacer la modificación si el tratado lo permite o si la modificación no está prohibida por el tratado, con la condición de que esta modificación no afecte los derechos y cumplimiento de obligaciones de las demás partes del tratado, y que la modificación no sea incompatible con el objeto del tratado, que vaya concorde al objeto y finalidad. Las partes del tratado que deseen modificarlo, tienen que notificar a todas las partes su intención y la modificación que se realizará.  
Hablando ya sobre los dos puntos en específico para que se pueda realizar la modificación, en el punto de las prohibiciones, puede ser estas dos en específico, está puede ser expresa o implícita. Se considera implícita la prohibición de modificar el tratado cuando está afecta los derechos y obligaciones de las partes participantes o también sí la modificación es de carácter incompatible con los objetos y fines que él tratado menciona.
A diferencia de la enmienda, la modificación de los tratados no tiene un proceso específico a seguir dado por la Convención de Viena, por lo que este proceso tendrá que ser establecido por parte de los estados participantes de la modificación o  el propio tratado que se planea modificar, por lo que termina siendo responsabilidad de los estados él crear este proceso para llegar al acuerdo de validez de la modificación al tratado.

## Nulidad de tratados internacionales
Rodrigo y Casanova señalan que las causas de nulidad de los tratados internacionales, existen distintos supuestos, expresados en la Convención de Viena, por los que un tratado internacional entre distintos estados puede quedar sin efectos legales. La nulidad de un tratado se debe a causas que pueden ser alegadas por la parte en un tratado cuyo consentimiento está viciado por alguna de dichas causas y pueden subsanarse si, después de tener conocimiento de la existencia de la causa, dicha parte ha convenido que el tratado es válido o, por su comportamiento, tácitamente reconoce su validez.
El artículo 48 de la Convención indica el “error” como causa de nulidad de un tratado; “un Estado podrá alegar un error en un tratado como vicio de su consentimiento en obligarse por el tratado si el error se refiere a un hecho o a una situación cuya existencia diera por supuesta ese Estado en el momento de la celebración del tratado y constituye una base esencial de su consentimiento en obligarse por el tratado”. Sin embargo, si el Estado contribuye al error con su conducta, no se considerará como un error. Si el error consistiera solo en la redacción, no se tomará como error y se aplicará el artículo 79 de la misma Convención sobre la corrección de errores en textos o en copias certificadas conformes de los tratados.
También señalan que La corrupción del representante sucede cuando se corrompe directa o indirectamente el representante de un Estado. El Estado afectado podrá alegar su corrupción como vicio de su consentimiento y por lo tanto, será una causa de nulidad del tratado. Por lo que otra causa de nulidad consiste en la coacción sobre el representante del Estado, provocada si se obliga al representante por medio de amenaza a aceptar o tomar una resolución. También existe la coacción sobre un Estado por amenaza o una obligación de uso de fuerza como causa de nulidad.

## Terminación de los tratados
Una de las formas para terminar un tratado es celebrar uno posterior a este en un ámbito de la misma materia. el artículo 58 de la convención de Viena así lo dispone:
Terminación de un tratado o suspensión de su aplicación implícitas como consecuencia de la celebración de un tratado posterior. 
- Se considerará que un tratado ha terminado si todas las partes en él celebran ulteriormente un tratado sobre la misma materia y: a) se desprende del tratado posterior o consta de otro modo que ha sido intención de las partes que la materia se rija por ese tratado; o b) las disposiciones del tratado posterior son hasta tal punto incompatibles con las del tratado anterior que los dos tratados no pueden aplicarse simultáneamente.

- También se dará por finalizado un tratado cuando termine su función o deje de haber consentimiento de las partes.

- Se considerará que la aplicación del tratado anterior ha quedado únicamente suspendida si se desprende del tratado posterior o consta de otro modo qué tal ha sido la intención de las partes.[5]